# Thomas Howard, 2. Duke of Norfolk

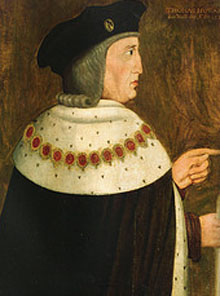
Thomas Howard, 2. Duke of Norfolk

Wappen von Thomas Howard, 2. Duke of Norfolk

Thomas Howard, 2. Duke of Norfolk KG, (* 1443 in Stoke-by-Nayland, Suffolk; † 21. Mai 1524 auf Framlingham Castle) war ein englischer Feldherr und Höfling.

## Leben
Thomas Howard war der einzige Sohn von John Howard, 1. Duke of Norfolk, und seiner ersten Ehefrau Katharine Moleyns (1424–1465). Nachdem sein Vater 1483 zum Duke ernannt worden war, führte Thomas dessen nachgeordneten Titel Earl of Surrey als Höflichkeitstitel. Thomas Howard kämpfte auch für König Richard III. und das Haus York Seite an Seite mit seinem Vater in den Rosenkriegen mit. In der entscheidenden Schlacht von Bosworth Field am 22. August 1485, in der sein Vater fiel, wurde Thomas verwundet und gefangen genommen vom gegnerischen Hause Lancaster unter der Führung von Henry Tudor. Dieser machte sich nun, nachdem auch König Richard III. in der Schlacht gestorben war, zum neuen König von England. Da Thomas Howard für die Verlierer gekämpft hatte, verlor er seine Ämter, Titel und Würden. Bis in das Jahr 1489 hinein blieb er in Gefangenschaft. Nach seiner Entlassung erhielt er zumindest seine Earlswürde zurück.
Für Thomas Howard begann nun die Zeit, sich am Hofe wieder zu restaurieren, um den Einfluss seiner Familie und vor allem den Titel Duke zurückzugewinnen. Ihm gelang es, das Vertrauen des Königs langsam zurückzuerobern, so dass er 1501 zum Lord High Treasurer ernannt wurde und das Kommando über die Truppen zur Verteidigung der schottischen Grenze erhielt. Ziemlich bald galt Norfolk, wie er trotz des verlorenen Titels weiter genannt wurde, als oberster General von England und wurde daher 1509 zum Earl Marshal ernannt.
In der Schlacht von Flodden Field erfüllte er die in ihn gesteckten Erwartungen, indem er die Schotten endgültig besiegte. Am 9. September 1513 standen sich 30.000 Engländer und 30.000 Schotten gegenüber. Die Schotten wurden von Frankreich unterstützt und standen unter der Führung von Jakob IV. Die Engländer wurden von Howard angeführt. Howard konnte letztendlich einen unangefochtenen Sieg erringen; rund 10.000 Schotten fielen, aber nur 4.000 Engländer. Der prominenteste Tote war König Jakob IV. von Schottland. 
Ein Jahr nach der siegreichen Schlacht war Howard wieder voll anerkannt und erhielt deshalb auch dank seiner Dienste für den König den Titel eines Duke of Norfolk zurück. Er war von nun an Thomas Howard, 2. Duke of Norfolk. Das wieder erstarkte Vertrauen des Königs in den Höfling zeigte sich auch, als Heinrich VIII. 1520 zu einem Treffen mit König Franz I. nach Frankreich reisen musste. Heinrich übertrug Howard für die Zeit seiner Abwesenheit die Regentschaft über England. 1521 sollte Howard dann den Vorsitz im Hochverratsprozess übernehmen, was er auch tat, obwohl er dort seinen Freund Edward Stafford, 3. Duke of Buckingham, zum Tode verurteilen musste. 
Nachdem er 1523 von einem erneuten Feldzug nach Schottland zurückgekehrt war, setzte sich der Achtzigjährige zur Ruhe und starb im darauf folgenden Jahr.

## Wappen

Wappenbesserung

Um die Verdienste von Thomas Howard als Feldherr in der siegreichen Schlacht von Flodden Field zu würdigen, fügte Heinrich VIII. als Wappenbesserung (Augmentation of honour) ein modifiziertes königlich-schottisches Wappen („Lion rampant“) mit dem steigenden Löwen dem bereits bestehenden hinzu. Das Wappen zeigt den Oberkörper des Löwen, dem ein Pfeil durch das geöffnete Maul geschossen wurde.

## Ehen und Nachkommen
Thomas Howard, 2. Duke of Norfolk, war zweimal verheiratet. Seine erste Frau Elizabeth († 1497), Tochter von Sir Frederick Tilney und Witwe des Humphrey Bourchier, heiratete er 1472. Mit ihr hatte er folgende Kinder:
- Thomas Howard, 3. Duke of Norfolk (1473–1554)
- Lord Edmund Howard (1478–1539), Vater der Königin Catherine Howard
- Lord Edward Howard (1476–1513), Lord High Admiral
- Lady Elizabeth Howard (1480–1538) ⚭ Thomas Boleyn, 1. Earl of Wiltshire; Mutter der Königin Anne Boleyn
- Lady Marcella (Muriel) Howard ⚭ John Grey, 2. Viscount Lisle

Seine zweite Ehe schloss er 1497 mit Agnes Tilney († 1545), Tochter des Hugh Tilney. Mit ihr hatte er folgende Kinder:
- Lady Elizabeth Howard († 1534) ⚭ Henry Radcliffe, 2. Earl of Sussex
- Lord Thomas Howard (* 1511, † 1537), starb im Tower
- Lady Katharine Howard († 1554), ⚭ (1) Rhys ap Gruffydd FitzUrien, ⚭ (2) Henry Daubeney, 1. Earl of Bridgewater
- Lady Dorothy Howard ⚭ 1530 Edward Stanley, 3. Earl of Derby
- William Howard, 1. Baron Howard of Effingham (1510–1573)